# Warground
Warground ist eine 2012 gegründete Black- und Funeral-Doom-Band.

## Geschichte
Der Kanadier Randall Thorson gründete Warground 2012 als Soloprojekt. Nach einem Demo im Jahr 2013 ging er eine Kooperation mit Depressive Illusions Records ein. Seither erschienen mehrere Veröffentlichungen des Projektes über das Label. Weitere Veröffentlichungen erschienen häufig über Never Dawn Records. Das Projekt zeigte sich insbesondere mit Split-Veröffentlichungen und Download-Stücken rege aktiv. Derweil blieb die Resonanz auf die Veröffentlichungen anhaltend gering und das Projekt galt fortlaufend als Teil eines Underground.

## Stil
Lyrisch orientiert sich Warground an den Topoi des Black Metal wie Dunkelheit, Satanismus, Ablehnung des Christentums, Suizid und Depression. Auch musikalisch werden Relationen zu Vertretern des Genres gezogen, wobei insbesondere Burzum besonders hervorgehoben wird. Dabei sei die Musik deutlich am Doom Metal orientiert und wird dem Funeral Doom zugerechnet. So wechsele die Musik zwischen schweren Doom-Phasen, Dark-Ambient-Zwischenspielen und hypnotischen Black-Metal-Passagen, was dem Debüt Burzums nahe käme.

## Diskografie
| Demos - 2013: Gallows (Selbstverlag) - 2014: Solution (Never Dawn Records) - 2014: Crucifixion (Never Dawn Records) - 2020: Thy Master Satan (Selbstverlag) | Singles und EPs - 2013: Sorrowful Sounds of Emptiness (EP, Depressive Illusions Records) - 2013: Life and Death (EP, Gallows Records & Distribution) - 2014: Enlightenment (Download-Single, Never Dawn Records) - 2014: Through the Darkest Realms (Download-Kompilation, Never Dawn Records) - 2015: Sojourn to Find My Home (EP, Depressive Illusions Records) - 2015: When the Sounds of Happiness Fell Silent (Download-Single, Selbstverlag) - 2015: Finality (Part I) (Download-Single, Selbstverlag) - 2019: War Noise Attack (Download-Single, Selbstverlag) - 2019: Human Scum (Download-Single, Selbstverlag) - 2019: Harvesting the Living (Download-Single, Selbstverlag) | Split-Veröffentlichungen - 2013: Suicide Delusions (Mit Sacrimoon und Cyhiraeth, Caligo Arcanum Productions/Depressive Illusions Records) - 2014: Eyecancer/Warground (Depressive Illusions Records) - 2014: Warground/Unhappy (Depressive Illusions Records) - 2014: Warground/Hithaeglir (Never Dawn Records) - 2015: 6 Empty Rooms to Die (Mit Ruttna, Worthless Life, Suicide Movement, Slow and Painful Mental Wounds und Hvilestad, Winterwolf Records) - 2015: Warground/Hithaeglir (Smell the Stench) - 2019: Wolves and Roots (Mit Daughter, Selbstverlag) | Alben - 2013: The Agony of Profound Loss (Depressive Illusions Records) - 2016: Vile Contempt for Precious Life (Selbstverlag) |